# 三河豊田駅
三河豊田駅（みかわとよたえき）は、愛知県豊田市トヨタ町にある愛知環状鉄道線の駅である。駅番号は10。
トヨタ自動車本社に最も近い駅で、朝のラッシュ時は同社の通勤客で混雑する。

## 歴史
計画時の仮称は南豊田駅だった。採用された「三河豊田駅」はかつて当地に設置されていた名鉄挙母線トヨタ自動車前駅の旧称でもある。

### 年表
- 1976年（昭和51年）4月26日：日本国有鉄道岡多線の三河豊田駅として、名鉄時代と同じ場所に開業[1]。
- 1987年（昭和62年）4月1日：国鉄分割民営化により東海旅客鉄道に継承[1]。
- 1988年（昭和63年）1月31日：岡多線が愛知環状鉄道に転換[5][6]。
- 1993年（平成5年）
  - 10月1日：駅改修工事完工、終日有人化[7]。
  - 11月1日：自動券売機を設置[7]。
- 2004年（平成16年）11月10日：バリアフリー化[7]。
- 2005年（平成17年）11月16日：南改札口を新設[7]。
- 2008年（平成20年）
  - 1月27日：新豊田駅との複線化供用開始[5]、ホームが1面2線化される[8]。
  - 9月3日：列車非常停止装置を設置[7]。
- 2019年（平成31年）3月2日：ICカード「TOICA」の利用が可能となる[9]。

## 駅構造

### 駅施設
島式1面2線ホームの高架駅である。用地は2面4線分確保されている。2019年（令和元年）6月15日にホームが延長され、上下列車の停車位置をずらすことで混雑緩和を図っている。以前は早朝と深夜に無人となる時間が存在していたが、利用者の増加に伴い現在は駅員が終日配置されている。
改札口は、開業時から使用されている場所（自動改札機）の他、トヨタ自動車本社への通勤需要に対応し2005年（平成17年）度冬より朝のラッシュ時間帯に限り南改札口の供用が開始された。こちらは出口専用であるが、2008年（平成20年）3月に自動改札機が導入された。

### のりば
| 番線 | 路線            | 方向 | 行先       |
| ---- | --------------- | ---- | ---------- |
| 1    | ■愛知環状鉄道線 | 上り | 岡崎方面   |
| 2    | ■愛知環状鉄道線 | 下り | 高蔵寺方面 |

- 当駅 - 新豊田間のシャトルは1番線で折り返す。

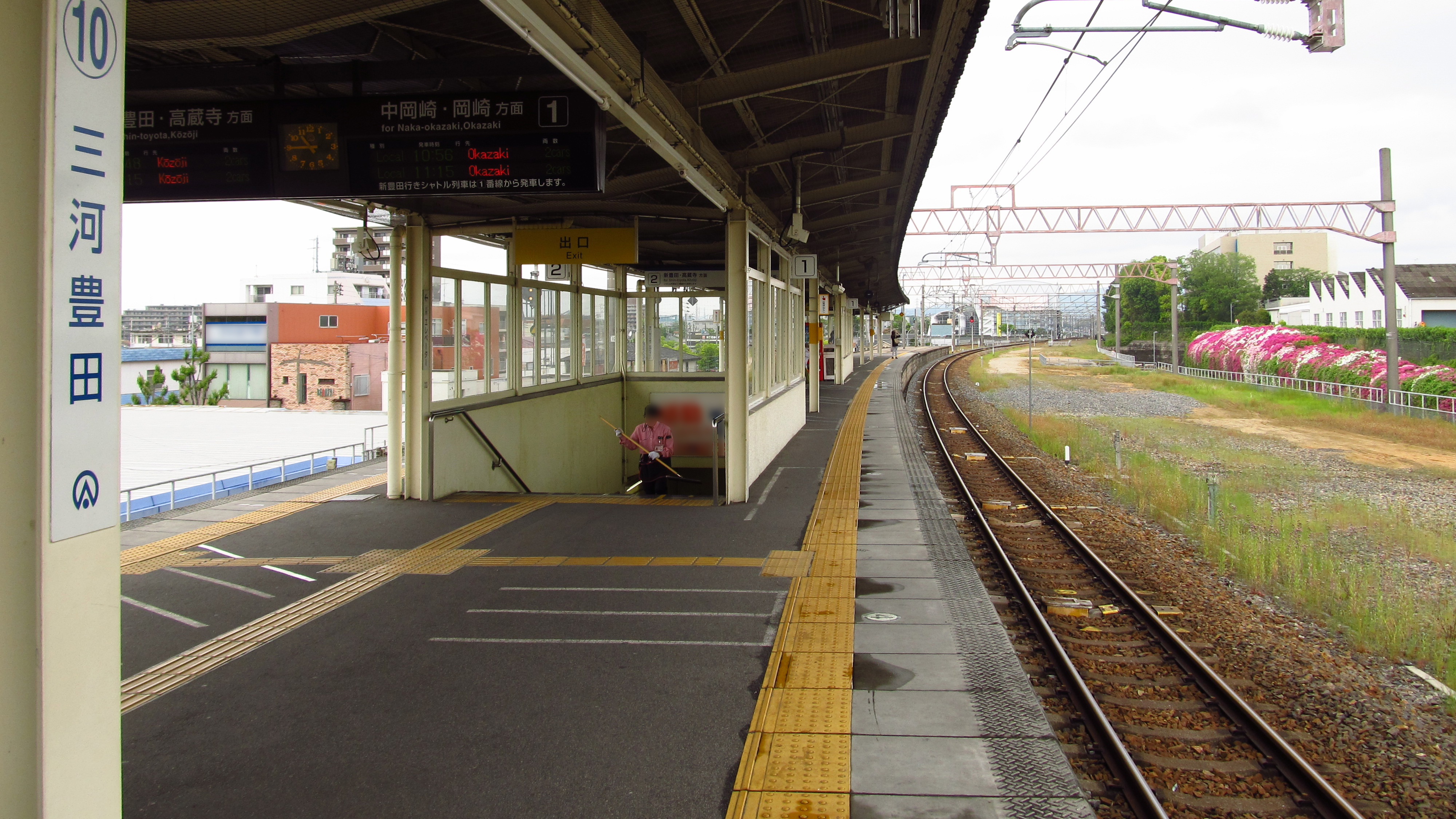
ホーム
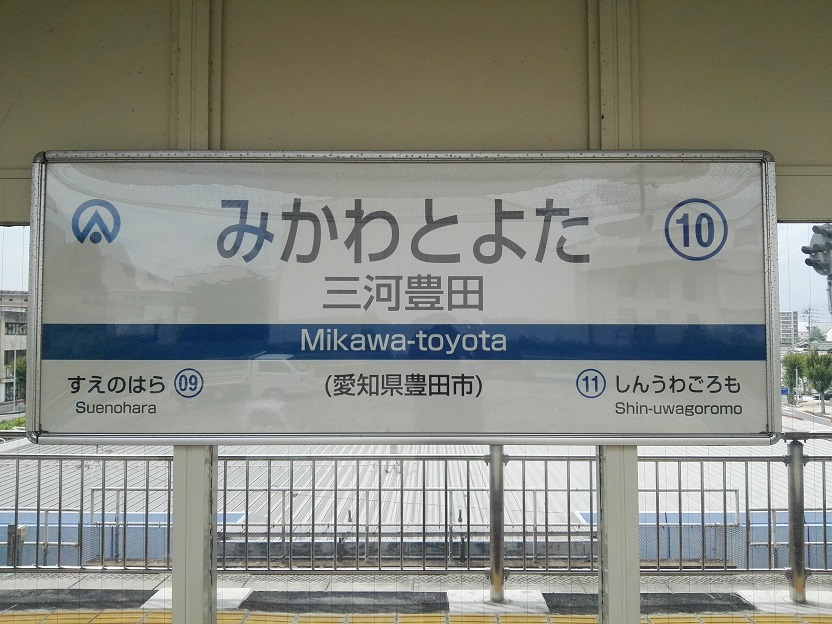
駅名標
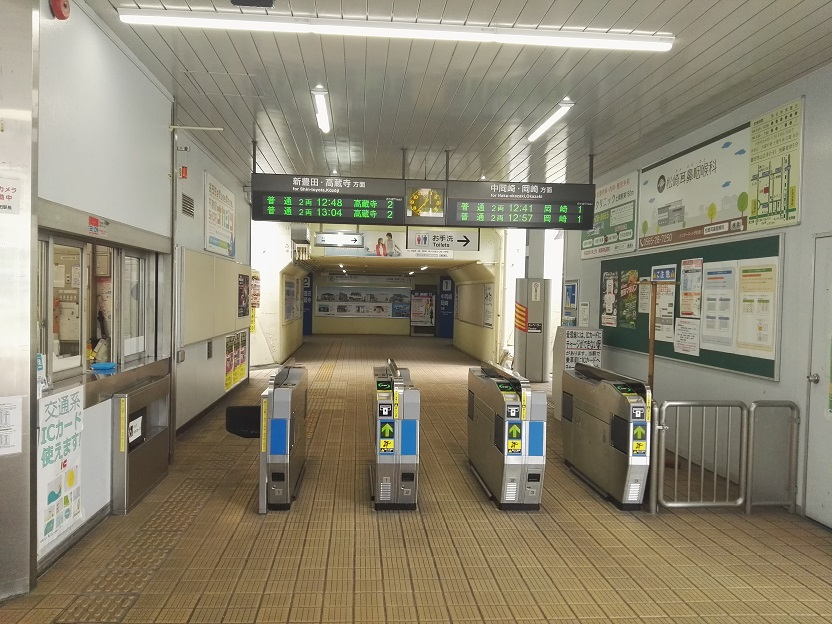
自動改札機
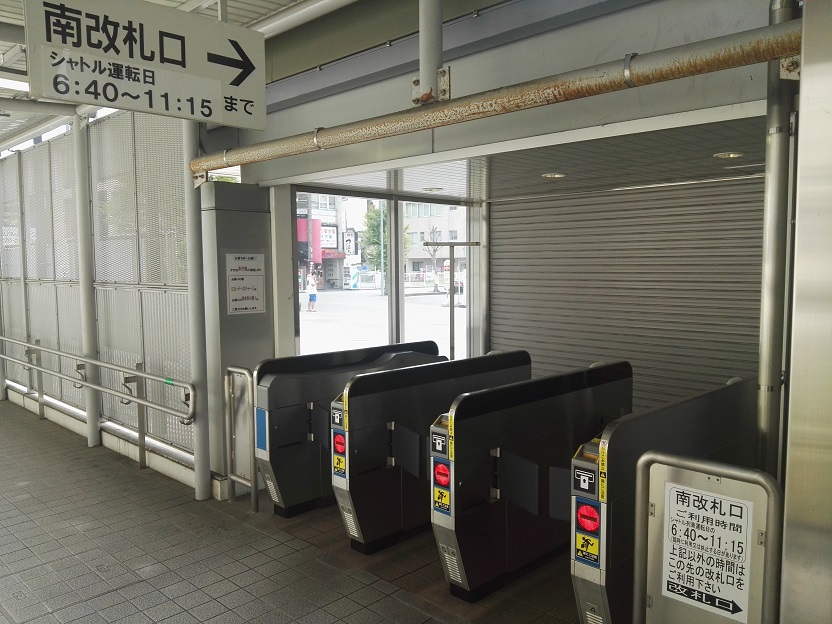
南改札口

#### 輸送力増強・施設改良
2008年（平成20年）1月27日に当駅と新豊田駅との間が複線化された際、単式ホームの反対側に線路を敷設し、1面2線の島式ホームに改良された。
同年3月15日のダイヤ改正より、当駅と新豊田駅の間に朝通勤時間帯のシャトル列車が増発された。
東側のトヨタ自動車本社側にも改札口を新設する事が検討されたが、実現には至っていない。

#### 配線図
| ← 岡崎方面 | 三河豊田駅 構内配線略図 | → 高蔵寺方面 |
| 凡例 出典: |                         |              |

## 利用状況
「豊田市統計書」、「移動等円滑化取組報告書」によると、当駅の一日平均乗降客数は以下の通り推移している。
- 2003年度：4,814人
- 2004年度：5,657人
- 2005年度：6,637人（愛知万博開催年）
- 2006年度：6,962人
- 2007年度：8,160人
- 2008年度：10,617人
- 2009年度：9,572人
- 2010年度：9,446人
- 2011年度：9,503人
- 2012年度：9,986人
- 2013年度：10,640人
- 2014年度：10,779人
- 2015年度：12,460人
- 2016年度：13,426人
- 2017年度：14,299人
- 2018年度：14,918人
- 2019年度：14,917人
- 2020年度：8,674人

※ 前述の通りトヨタ自動車本社への通勤客が多く利用するようになったため、記録の残る2003年（平成15年）以降、利用者数は急激に増加している。豊田市内の駅では豊田市駅、新豊田駅に次いで利用者数が多い。

## 駅周辺
- トヨタ自動車本社
  - 本社工場、トヨタ会館、寮・社宅など
- トヨタ生協メグリア本店
- カバハウス（トヨタ自動車労働組合会館）
- 主な学校
  - 豊田市立山之手小学校
  - 豊田市立大林小学校
- 主な道路
  - 国道248号（豊田南北線）
  - 愛知県道488号三河豊田停車場大林線
  - 愛知県道491号豊田環状線（外環状線）

## バス路線
名鉄バス
- 駅前ロータリー内
  - 中部国際空港行
  - トヨタ記念病院行
  - 前山町五丁目行

- ロータリー西側車道沿い
  - 名鉄豊田市駅行

JR東海バス
- 駅前ロータリー内
  - ドリームなごや号：東京駅行

とよたおいでんバス
- 駅前ロータリー内
  - 土橋・豊田東環状線：土橋駅 - 三河豊田駅前 - トヨタ記念病院（一部経由しない便がある） - 五ヶ丘 - 広川町11丁目 - 豊田市

さくら観光バス
- 駅前ロータリー内
  - アットライナー：バスタ新宿行
  - アットライナー：大宮駅行
  - 二俣新町駅行

上郷地域バス（にこにこバス）
- 駅前ロータリー内
  - 末野原線：上郷コミュニティセンター行

## 隣の駅
愛知環状鉄道
■愛知環状鉄道線
末野原駅（09） - 三河豊田駅（10） - 新上挙母駅（11）